# Martin D. Hardin
Martin D. Hardin (Pennsylvania, 1780. június 21. – Frankfort, 1823. október 8.) az Amerikai Egyesült Államok szenátora (Kentucky, 1816–1817).